# بنجامین والفیش
بنجامین والفیش (انگلیسی: Benjamin Wallfisch؛ زادهٔ ۷ اوت ۱۹۷۹) موسیقی‌دان، آهنگساز، نوازنده پیانو و رهبر ارکستر اهل انگلستان است. 

## فیلم شناسی
- فراری از واقعیت (۲۰۰۸)
- ساعت‌ها (فیلم ۲۰۱۳)
- ارقام پنهان (۲۰۱۶)
- در تاریکی (فیلم ۲۰۱۶)
- درمانی برای سلامتی (۲۰۱۶)
- بلید رانر ۲۰۴۹ (۲۰۱۷)
- آنابل: آفرینش (۲۰۱۷)
- آن (فیلم ۲۰۱۷)
- تاریک‌ترین ذهن‌ها (فیلم) (۲۰۱۸)
- پادشاه دزدان (فیلم ۲۰۱۸)
- آرامش (فیلم) (۲۰۱۹)
- پسر جهنمی (فیلم ۲۰۱۹)
- شزم! (فیلم) (۲۰۱۹)
- آن: بخش دوم (۲۰۱۹)